# Tettigometra laeta
Tettigometra laeta är en insektsart som beskrevs av Herrich-Schäffer 1835. Tettigometra laeta ingår i släktet Tettigometra och familjen Tettigometridae. Inga underarter finns listade i Catalogue of Life.